# Angela Beesley
Angela Beesley Starling (Norwich, Norfolk, Inglaterra, 3 de agosto de 1977) é uma gestora de negócios cibernéticos britânica, administradora das doações feitas à Fundação Wikimedia e membro da comunidade wiki. É também cofundadora e vice-presidente do comitê de relações da Fandom.
Envolvida na Wikipédia desde 2003, Beesley foi eleita para o Concelho de Administradores da Fundação Wikimedia em 2004, e reeleita em 2005. Abdicou do cargo em julho de 2006. Em outubro de 2004, Beesley fundou um serviço de hospedagem de sítios wikis, com Jimmy Wales, chamado de Fandom. Desde 21 de fevereiro de 2006, é membro do Comitê das Comunicação da Fundação Wikimedia. Ela integra ainda o Concelho Consultivo.